# オオグチイシチビキ
オオグチイシチビキ（学名：Aphareus rutilans) は、フエダイ科の魚の一種。インドー太平洋の熱帯域に分布する。同属種のイシフエダイとは体色や生息水深で見分けられる。

## 分類・名称
本種は1830年に、フランスの生物学者であるジョルジュ・キュヴィエによって紅海をタイプ産地として記載されたが、モーリシャスやインドネシア産であった可能性もある。種小名は「赤みを帯びた」という意味で、赤みがかった体色に由来する。沖縄ではタイクチャーマチと呼ばれる。

## 形態
体は細長く、側扁する。下顎は上顎より前に突き出し、口は眼の中央下まで裂ける。下顎に小さい歯が並ぶ。背鰭は10棘10-11軟条、臀鰭は3棘8軟条から成る。鰭には鱗が無く、背鰭と臀鰭の後端の条が伸長する。尾鰭は二叉型で、先端は尖る。体色は青みがかった灰色から薄い赤褐色で、鰭は赤い。口内や上顎は銀色で、上顎縁は暗色。全長は最大113cmだが、普通は50-70cm程度。

## 分布・生態
アカバ湾から紅海・東アフリカを含むインド洋、オーストラリア、南日本、ハワイまで、太平洋の熱帯域に広く分布する。大西洋南東部の南アフリカからも知られる。日本では沖縄や小笠原などで見られる。普通は水深100-250mの深場の岩場に生息するが、水深350mの場所での記録もある。魚類やイカ、甲殻類を捕食する肉食魚である。推定寿命は18年で、春から夏にかけて産卵する。

## 人との関わり
一本釣りや延縄漁、スピアフィッシングなどで漁獲され、市場によく流通する。